# Teng Li-čchün
Teng Li-čchün (čínsky pchin-jinem Dèng Lìqún, znaky tradiční 鄧力群; 27. listopadu 1915 – 10. února 2015) byl čínský komunistický publicista, ideolog a politik, v 50. a 60. letech působil ve aparátu a tisku Komunistické strany Číny, od konce 70. let postoupil do vysokých politických funkcí, když v letech 1982–1982 vedl oddělení propagandy ústředního výboru KS Číny a v letech 1982–1987 byl tajemníkem sekretariátu ústředního výboru. Koncem 70. let patřil k „mozkovému trustu“ politických a ekonomických expertů kolem Teng Siao-pchinga, od 80. let do své smrti byl jedním z předních představitelů konzervativních komunistických ideologů a publicistů.

## Život
Teng Li-čchün se narodil 27. listopadu 1915 v okrese Kuej-tung na jihovýchodě provincie Chu-nan v rodině majetného statkáře. Jeho otec sloužil úřednické zkoušky, ale nestal se úředníkem, místo toho otevřel první školu západního typu v okrese. Teng Li-čchünův starší bratr se stal předsedou nacionalistické provinční vlády. V roce 1935 Teng Li-čchün odešel Pej-pchingu (dnešní Peking), kde se zapsal nejprve na Pekingskou akademii, o rok později nastoupil na Pekingskou univerzitu, kde studoval ekonomii. Stal se studentským aktivistou, zúčastnil se hnutí 9. prosince, vstoupil do Komunistické strany Číny. O rok později odešel z vysoké školy do Jen-anu v Šen-si, tehdejšího centra komunistů studovat a pracovat na ústřední stranické škole, poté působil ve výzkumném úřadu ústředního výboru.
Od roku 1945 pracoval v místním stranickém aparátu v Mandžusku, roku 1949 byl přeložen do Sin-ťiangu, kde v provinčním výboru strany odpovídal za propagandu a kulturu. Podporoval prvního tajemníka provinčního výboru KS Číny Wang Čena v jeho ostrém postupu proti odpůrcům nového režimu a při neméně nekompromisním provádění pozemkové reformy. Postup Wang Čena vzbudil odpor a nesouhlas nejen postiženého obyvatelstva, ale i jeho nadřízených v severozápadním byru ÚV KS Číny (Si Čung-sün a další), kteří v centrálním vedení strany prosadili odvolání Wang Čena i Teng Li-čchüna ze Sin-ťiangu.
Od roku 1952 pracoval v Pekingu v úřadu generálního sekretáře ústředního výboru a pak v sekretariátu ústředního výboru (vedením Teng Siao-pchingem), roku 1958 byl přeložen do redakce stranického teoretického časopisu Rudá vlajka, v níž byl od roku 1959 zástupcem šéfredaktora. Pracoval i jako tajemník místopředsedy ÚV a předsedy ČLR Liou Šao-čchiho. Roku 1966 byl – jako blízký spolupracovník Liou Šao-čchiho – označen za nepřítele strany, který směřuje zemi k návratu kapitalismu, odvolán z funkcí a poslán na venkov pracovat a studovat. S pomocí fyzické práce upevnil své zdraví a založil předpoklad své dlouhověkosti, každodenní tříhodinová četba marxistické i klasické čínské literatury přispěla k jeho teoretickému vzdělání.
Roku 1974 byl politicky rehabilitován a vrátil se do Pekingu, kde ho Teng Siao-pching s dalšími rehabilitovanými experty přijal do Úřadu politického výzkumu Státní rady. V něm připravoval koncepci rozvoje průmyslu a obecně reforem ekonomiky země. Jeho návrhy mu vynesly ostrou kritiku levého křídla vedení strany (pozdější gang čtyř), které je (s dalšími dokumenty Teng Siao-pchingových expertů) označilo za „tři jedovaté plevely“ a snahu o zvrat směřování země. Po skončení kulturní revoluce a upevnění moci Teng Siao-pchinga získal pevnější pozici i Teng Li-čchün, stal se jedním z Tengových autorů projevů a poradců (vedle Chu Čchiao-mua a liberálního Jü Kuang-jüana). Byl jmenován místopředsedou Čínské akademie společenských věd (1978–1980), zástupcem vedoucího Hlavní kanceláře ÚV (1979–1982) a vedoucím Politického výzkumného úřadu Hlavní kanceláře (později sekretariátu ÚV).
Od dubna 1982 do srpna 1985 vedl oddělení propagandy ÚV a na XII. sjezdu KS Číny v září 1982 byl zvolen členem ústředního výboru a tajemníkem sekretariátu ÚV. Ve funkci odpovídal za realizaci stranické politiky v oblasti ideologie a propagandy, pod vrchním dohledem člena politbyra Chu Čchiao-mua. Přitom ve vedení ideologických kampaní se střídal s dalším tajemníkem Chu Čchi-lim. Konzervativní Teng Li-čchün přitom zaujímal zřetelně odlišné pozice než liberální Chu Čchi-li a vzájemně se tak vyvažovali. Relativně pravidelné střídání ideologických kampaní zaměřených konzervativně s liberálními vedlo v 80. letech k jisté rozkolísanosti politiky (pozorovatelné i v ekonomické oblasti, zde s vlastním načasováním). Střídavých úhybů vlevo a vpravo si všiml i Teng Li-čchün a koncem 80. let je popsal v teorii krátkodobých politických cyklů.
Na přelomu let 1986/1987 patřil ke konzervativcům, kteří se postavili proti generálnímu tajemníkovi Chu Jao-pangovi a prosadili u Teng Siao-pchinga a vedení strany jeho rezignaci. Konzervativci (Čchen Jün, Li Sien-nien a zejména Wang Čen) poté navrhovali Teng Li-čchüna zvolit novým generálním tajemníkem, ale proti tomu se zvedla vlna odporu liberálního křídla vedení a jeho kandidatura tak neprošla. 
Jeho postoje v 80. letech (vedení kampaní proti duchovnímu znečištění v letech 1983–1984, proti buržoazní liberalizaci roku 1987) a podíl na sesazení Chu Jao-panga mu vynesly averzi mimo okruh rozhodných  konzervativců. Po XIII. sjezdu KS Číny v listopadu 1987 měl být podle předběžných dohod stranického vedení (Teng Siao-pchinga, Čchen Jüna a dalších) v politbyru nahradit Chu Čchiao-mua jako vrchní ideolog strany, ale doplatil na neoblíbenost mezi širším stranickým aktivem v kombinaci se způsobem volby členů ÚV (bylo více navržených osob na členství v ÚV než míst, přičemž ti, kteří dostali nejméně hlasů a zůstali na konci seznamu, byli přeřazeni k volbám kandidátů ÚV). Teng Li-čchün nebyl zvolen členem ÚV a volby kandidátů ÚV se rozhodl neúčastnit. Nemohl se tudíž stát členem politbyra. Poté prošel mezi členy ústřední poradní komise, ale neuspěl, když členové ze svých řad volili stálý výbor komise.
Po sjezdu neustal ve veřejné činnosti, zabýval se historií strany a organizoval její studia, s pro něj typickou nebojácností jako novinář a publicista odmítal „buržoazní liberalizaci“, hájil levicové konzervativní postoje a kritizoval, dle něj, nevhodné a přílišné reformy a ustupování západnímu liberalismu prováděné vedením Čao C’-janga, resp. od roku 1989 Ťiang Ce-mina (odsoudil například jeho „teorii trojího zastoupení“, za kterou požadoval Ťiangovo vyloučení ze strany). Přitom zůstával ostře kritický ke kulturní revoluci.
Zemřel 10. února 2015 v Pekingu.